# Хабалова, Аза Константиновна
Аза Константиновна Хабалова (род. 13 апреля 1958 года; Сталинири; СССР) — политик и государственный деятель Южной Осетии. Занимает пост министра финансов Южной Осетии.

## Биография
В 1981 году окончила экономический факультет Московского государственного университета им. М. В. Ломоносова. С 1995 года преподавала в Юго-Осетинском государственном университете.
За свою карьеру она занимала должности в различных ветвях правительства Южной Осетии, в том числе в качестве главного бухгалтера Министерства национальных ресурсов и председателя Комитета по взаимодействию с международными организациями и Комитета по экономике.
На должность министра финансов она была назначена 19 мая 2012 года указом, подписанным президентом Южной Осетии Леонидом Тибиловым. Она сменила на этом посту Ирину Сытник. Хабалова также занимала пост министра финансов с 1999 по 2008 год; она была повторно назначена на этот пост в 2017 году президентом Анатолием Бибиловым.

## Награды
Награждена медалью «В ознаменование 10-летия Республики Южная Осетия» и медалью «В ознаменование 15-летия Республики Южная Осетия».

## Личная жизнь
Замужем, имеет двоих детей.